# Niña de mi corazón
Niña de mi corazón  es una telenovela juvenil mexicana producida por Pedro Damián para Televisa en 2010. Es la segunda adaptación en México de la historia original de Abel Santa Cruz "Me llaman Gorrión". La primera versión en México fue en 1997 bajo el nombre "Mi pequeña traviesa", también fue producida por Pedro Damián. Esta telenovela marca el debut de la actriz Paulina Goto
Protagonizada por Paulina Goto en su presentación estelar, Erick Elías, Maribel Guardia y Arturo Peniche, con las participaciones antagónicas de Lisette Morelos, Lorena Herrera, Julio Camejo, Ximena Herrera, Martha Julia, Gerardo Albarrán y Carlos Cámara Jr. y cuenta con las actuaciones estelares de Rafael Inclán, José Elías Moreno, Alberto Estrella, Lucero Lander, Lorena Velázquez, Isela Vega, Osvaldo de León, Mané de la Parra, Zoraida Gómez y Brandon Peniche.
Las grabaciones comenzaron el 12 de enero de 2010. Y concluyeron oficialmente el 30 de junio de 2010.

## Sinopsis
Andrea Paz es una joven bondadosa, alegre y optimista que vive con su padre viudo, Benigno, y sus hermanos menores, Damián y Marcelino. Es novia de Jason, un joven músico, pero rompe con él cuando se entera de que anda metido en negocios sucios. Andrea está a punto de entrar a la universidad; sin embargo, tiene que abandonar sus sueños cuando su padre sufre un terrible accidente que lo deja paralítico y hundido en la depresión.
Andrea, a sus diecisiete años, comprende que debe asumir la responsabilidad de mantener a su familia y busca trabajo, pero el único empleo bueno que encuentra es en el bufete de abogados de Máximo Arrioja como asistente de su hijo, Darío. El problema es que la novia de Darío, Moira, es extremadamente celosa y no tolera la idea de que una mujer trabaje con él, por lo que prefiere a un hombre para el puesto de asistente.
Casualmente es Darío quien llevó a Benigno al hospital cuando fue atropellado, y Andrea le está muy agradecida. Como el puesto en el bufete es para un hombre, Andrea no duda en inventar un hermano gemelo, Andrés. Con la ayuda reticente de su amigo Juan Vicente, quien le enseña a actuar como un hombre, consigue el trabajo. Juan Vicente está enamorado de Andrea, pero ella lo ve como un hermano mayor. 
Andrés se vuelve el compañero constante de Darío, ya que Máximo desea que averigüe lo que hace su hijo fuera del bufete. Andrea descubre que Darío tiene una empresa de multimedios llamada Tarabu que fundó con dinero que le dio su abuela, Mercedes. Su empresa es lo que en realidad le apasiona, ya que solo estudió leyes para complacer a su padre. A pesar de las órdenes de Máximo, decide mantener el descubrimiento en secreto.
Los problemas para Andrea comienzan cuando Ximena, la hermana de Darío, conoce a Andrés y se enamora perdidamente de él, por lo que Andrea pasa grandes apuros tratando de evitarla. Además, Máximo le ofrece a Andrea un puesto en su oficina y ella acepta para poder llevar más dinero a su casa, por lo que ahora trabaja como Andrea y como Andrés, y debe hacer todo lo posible para no ser descubierta. Andrea siente una atracción cada vez mayor por Darío, aunque no abriga esperanzas porque sabe que está comprometido con Moira.
Máximo descubre la empresa de Darío y, furioso, exige a Mercedes que le retire el apoyo económico, pero ella se niega. Sin embargo, Darío acepta el reto de valerse por sí mismo y decide buscar un cantante para convertirlo en ídolo juvenil. Por casualidad oye cantar a Andrés y sabe que ha encontrado a su próxima estrella.
Darío corta con Moira y le confiesa a Andrés que se ha enamorado de Andrea. Poco después, Andrea acepta ser su novia. Ella sabe que pronto deberá revelarle la verdad, pero cuando está a punto de hacerlo, Moira, que ya ha descubierto su doble identidad, la amenaza con denunciar a Andrés como un fraude y arruinar la empresa de Darío si no rompe su relación con él.

## Elenco
- Paulina Goto - Andrea Paz / Andrés Paz
- Erick Elías - Darío Arrioja Alarcón
- Lisette Morelos - Moira Gasca Quinto
- Maribel Guardia - Pilar Alarcón de Arrioja
- Arturo Peniche - Máximo Arrioja Riquelme
- Lorena Herrera - Silvana Quinto Vda. de Casca
- Julio Camejo - Jasón "Papi" Bravo López
- Ximena Herrera - María Magdalena Bravo López
- Martha Julia - Tamara Díez
- Rafael Inclán - Victtorio Conti
- José Elías Moreno - Benigno Paz
- Alberto Estrella - El Ángel Uriel
- Osvaldo de León - Juan Vicente Huerta
- Gerardo Albarrán - Donato Blume
- Lucero Lander - Eloísa
- Lorena Velázquez - Mercedes Riquelme Vda. de Arrioja
- Isela Vega - Doña Belén
- Zoraida Gómez - Carolina Clavados
- Brandon Peniche - Conrado Gallardo "Masiosare/Cónsul"
- Carlos Speitzer - El Geek
- Adrián Zendejas - Damián Paz
- Bárbara Torres - Florencia
- Mane de la Parra - Charly
- Jon Ecker - El Mudra
- Luis Ceballos - Alfonso Fernández "El Bocho"
- Jade Fraser - Ximena Arrioja Alarcón
- Evelyn Cedeño - Priscila
- Demi Lovato - Sonny
- Roberto Assad - Boris
- Uriel del Toro - Bruno
- Ale Müller - Evelyn
- Tatiana Martínez - El Bombón de la Discordia
- Elsa Marín - Petra
- Lourdes Canale - Doña Trinidad "Trini"
- Polo Ortín - Marcedonio
- Jaime Garza - Dionisio Bravo
- Carlos Cámara Jr. - Dimitri Molotov
- África Zavala - Rosario "Chayo" Cruz
- Harold Azuara - José "Pepe" Cruz
- Jocelin Zuckerman - Perla Cruz
- Gloria Izaguirre - La italiana
- Arturo Vázquez[4]

## Premios y nominaciones

### Premios TVyNovelas 2011
| Categoría                  | Nominado(a)       | Resultado |
| -------------------------- | ----------------- | --------- |
| Mejor primer actor         | José Elías Moreno | Nominado  |
| Mejor actriz juvenil       | Paulina Goto      | Ganadora  |
| Mejor revelación masculina | Brandon Peniche   | Nominado  |

### Premios People en Español 2011
| Categoría          | Nominado(a)  | Resultado |
| ------------------ | ------------ | --------- |
| Revelación del Año | Paulina Goto | Nominada  |

### Kids Choice Awards México 2011
| Categoría        | Nominado(a)     | Resultado |
| ---------------- | --------------- | --------- |
| Villano Favorito | Lisette Morelos | Nominada  |

## Versiones
- Niña de mi corazón es un remake de la telenovela Mi pequeña traviesa producida por Televisa en 1997 también por Pedro Damián y protagonizada por Michelle Vieth y Héctor Soberón.

- La versión original fue producida en Perú en 1973 titulada "Me llaman Gorrión" fue protagonizada por Regina Alcover

- Panamericana Televisión realizó una versión en 1994 llamada "Gorrión" con Marisol Aguirre y Christian Meier.

- La cadena brasileña SBT realizó en el año 2002 una versión de esta telenovela titulada  Pequena Travessa, adaptada por Ecila Pedroso, dirigida por Jacques Lagôa y Henrique Martins, producida por David Grimberg y Gilberto Nunes y protagonizada por Bianca Rinaldi y Rodrigo Veronese.